# Pavel Gintov
Pavel Gintov (Kiev, 14 gennaio 1984) è un pianista ucraino.
È noto grazie alla vittoria del primo concorso internazionale di pianoforte di Takamatsu nel 2006. Ha suonato in recital in Ucraina, Russia, Germania, Svizzera, Giappone, Stati Uniti e Italia.

## Biografia
Gintov è entrato nella locale Scuola centrale di musica nel 1990 dove, studiando pianoforte con Irina Barinova, ha conseguito il diploma nel 2001. Dal 2001 al 2006 ha studiato al conservatorio statale di Mosca, sotto la guida di Lev Naumov e Daniil Kopylov. In seguito si è perfezionato a New York alla Manhattan School of Music con Nina Svetlanova.